# Djalilabad (raion)
Djalilabad est l'une des 78 subdivisions de l'Azerbaïdjan. Sa capitale se nomme Cəlilabad.

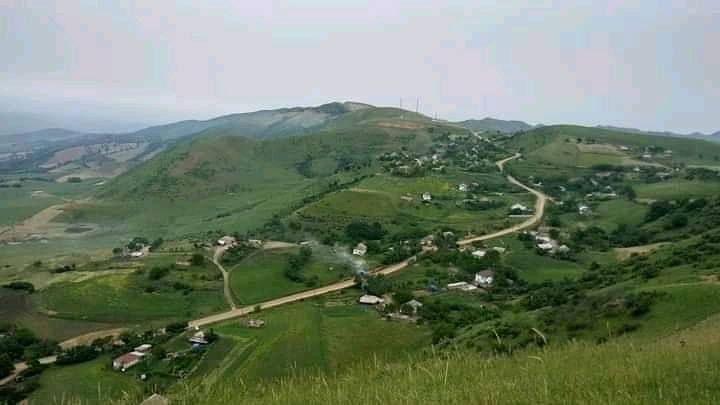
District de Jalilabad, village de Zehmetabad

## Historique
La ville porte le nom du satiriste et écrivain azerbaïdjanais Djalil Mammadguluzadeh (1869-1932).
Alikomektepe est le plus ancien site connu des territoires de Djalilabad. Il est situé près du village d'Utchtepe et est habité depuis environ 5000 avant J.-C..
La ville de Hamashara, située dans la région de Djalilabad, était entourée d'un fort de 3 mètres de haut.
Après l'invasion du territoire par les Arabes, la ville de Hamashara s'est effondrée et, dans les périodes suivantes, la ville de Hasilly a été établie.Son nom a été changé en 1930 en Astrakhanbazar et le 2 juin 1967 en Djalilabad en l'honneur de l'écrivain et dramaturge azerbaïdjanais Djalil Mammadguluzadeh, 

## Géographie
Le territoire de Djalilabad est composée de plaines et de zones partiellement montagneuses. Son climat est semi-aride. Le district est traversé par plusieurs rivières et comprend également des zones forestières. Diverses espèces d'animaux et d'oiseaux y vivent. Le district compte deux villes et 118 villages. Il est traversé par des rivières telles que la Bulgarchay, la Misharchay, l'Injechay et la Goytepechay.

## Villes
Les plus grandes agglomérations du district de Djalilabad sont la ville de Goytepe et les villages d'Alar, Gunashli, Uchtepe, Privolnoye et Uzuntepe. 
En 2020, le district comptait 225 300 habitants.

## Industrie et vie sociale
La région possède des usines, des hôpitaux, des écoles professionnelles, des lycées et d'autres établissements publics. Le secteur agricole, notamment la culture des céréales, la culture de la pomme de terre, la viticulture et l'élevage, joue un rôle important dans l'économie du district. 
Le centre du district est la ville de Djalilabad, appelée Astrakhan-Bazar jusqu'en 1967. Dans la capitale il y a le Centre créatif Heydar Aliyev, un parc de loisirs urbain, une école de musique et une école d'art pour enfants, une école d'échecs et trois écoles sportives pour enfants et jeunes. 